# Asylum (videojuego)
Asylum es un videojuego en desarrollo, perteneciente al género de terror. Desarrollado por la empresa Senscape, un desarrollador independiente de videojuegos con sede en Buenos Aires, Argentina. El juego está siendo escrito por Agustín Cordes, quien previamente había diseñado el videojuego Scratches: Arañazos Mortales para el desarrollador ya desaparecido Nucleosys. Teniendo lugar en un manicomio ficticio llamado el Instituto Mental Hanwell, los jugadores serán capaces de explorar a fondo el instituto, que es parcialmente sobre la base de elementos de manicomios reales. El juego tendrá "narración enrevesada" y "revelaciones espeluznantes", y un estilo de ambiente-centrado de horror, muy similar a Scratches: Arañazos Mortales.
El juego fue anunciado oficialmente el 9 de julio de 2010 después de una campaña de marketing viral anterior, que involucró a una serie de videos en línea en YouTube que alegaban ser publicados por un preso fugado del instituto llamado Leonard Huntings. También se creó un sitio web falso para el Instituto Mental Hanwell. Las primeras imágenes oficiales fueron publicadas el 12 de agosto de 2011.
El 29 de enero de 2013, Agustín Cordes abrió una campaña de Kickstarter para recaudar US$ 100,666 que se utilizaría para acelerar el desarrollo del juego. El 28 de febrero de 2013 logró recaudar US$ 119.426, consiguiendo financiamiento adicional para portar el juego a las plataformas iPad y Android.
El juego estaba siendo desarrollado en el motor Dagon, el mismo utilizado en  Serena, pero en 2014 decidieron migrar el juego al motor Unity.